# Anna Charlotta Dorota von Medem
(Anna Charlotte) Dorothea von Medem (ur. 3 lutego 1761 w Mežotne, zm. 20 sierpnia 1821 w Löbichau), znana także jako Dorothea (Dorota) Kurlandzka lub Dorota Biron – hrabianka z arystokratycznej, niemieckiej rodziny von Medem. 
Jej ojcem był reichsgraf Fryderyk von Medem. Po ślubie (1779) ze starszym o 37 lat Piotrem Bironem została księżną Kurlandii i Semigalii. W Pałacu Kurlandzkim w Berlinie prowadziła znany salon arystokratyczny, wykonywała także pewne zadania dyplomatyczne.
Z Piotrem (zm. 1800) miała sześcioro dzieci, pierworodny syn Piotr (ur. 1787) zmarł w wieku 3 lat, a czwarta córka Karolina (ur. 1789) w wieku 2 lat. Wieku dorosłego dożyły cztery córki:
- Wilhelmina – żona księcia Juliusza Armanda de Rohan-Guéménée, a później księcia Wasylego Trubeckiego i hrabiego Karola von Schulenburg-Vitzenburga
- Paulina – żona księcia Fryderyka Hermana von Hohenzollern-Hechingen
- Joanna – żona księcia Acarenza, Franciszka Pignatellego de Bellmonte
- Dorota – księżna Dino, żona Aleksandra Edmunda de Talleyrand-Périgord

Istnieje jednak podejrzenie, że najmłodsza córka Dorota była dzieckiem Aleksandra Bendykta Batowskiego, polskiego dyplomaty, z którym Dorota Biron miała wieloletni romans.

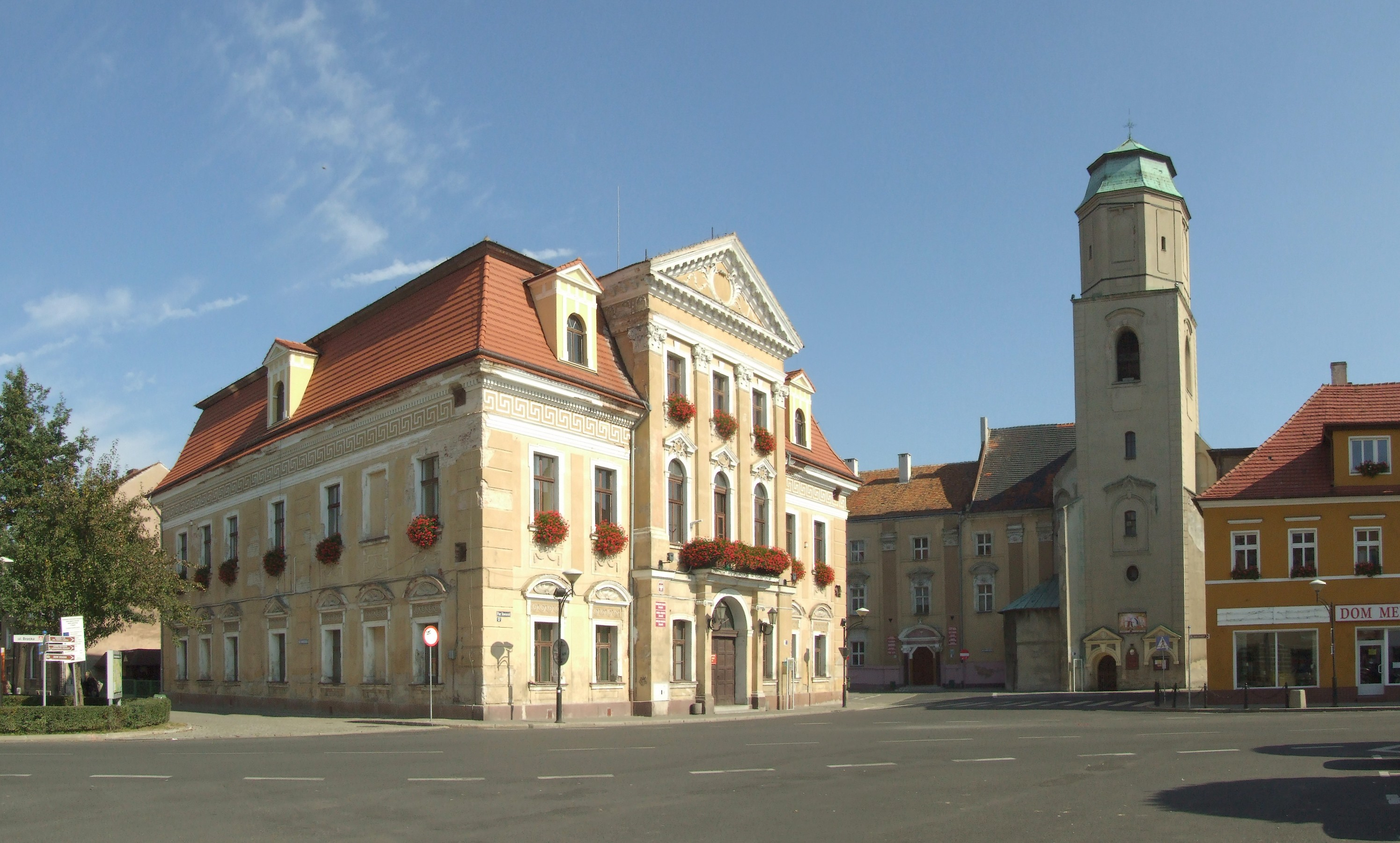
Dom Wdowi na pierwszym planie, w głębi – kościół Świętych Apostołów Piotra i Pawła w Żaganiu

Księżna gościła m.in. na polskim dworze królewskim Stanisława Augusta, na którym, jak i „całym towarzystwie warszawskim”, wielkie wrażenie wywarły jej uroda i charakter. Podczas tej wizyty w roku 1790, powstały dwa portrety księżnej z płaskorzeźbionym medalionem zawierającym profilowe ujęcie głowy króla pędzla Marcello Bacciarellego. Jeden z nich znajduje się w warszawskich Łazienkach Królewskich, drugi wchodzi w skład zbiorów Fundacji im. Raczyńskich przy Muzeum Narodowym w Poznaniu.
W 1793 z fundacji męża na północnej pierzei obecnego pl. Słowiańskiego w Żaganiu wybudowano dla księżnej klasycystyczny pałac miejski, tzw. Dom Wdowi – obecnie siedziba Urzędu Miejskiego w Żaganiu (pl. Słowiański 17). Po śmierci Birona w 1800, przeniosła się doń z dotychczas zajmowanego pałacu książęcego i użytkowała go do śmierci w 1821.

## Literatura
- Katarzyna Adamek; Marian Ryszard Świątek: Żagań znany i nieznany. Przewodnik historyczny po mieście i okolicy. Żagań
- Katarzyna Adamek. Piotr Biron, Żagańskie Portrety. „Goniec Żagański”. Żagań. maj 1999 r.